# پلاسمین
پلاسمین آنزیمی پروتئولیتیک در خون است که به خصوص لخته‌های خون را هیدرولیز می‌کند.
پروتئین پلاسمینوژن به عنوان پیش آنزیم (زیموژن) توسط کبد ساخته و در خون آزاد می‌شود. این پروتئین توسط مولکول‌هایی مانند فعال‌کننده بافتی پلاسمینوژن (tPA)، استرپتوکیناز، اوروکیناز و فاکتور XII انعقاد خون به آنزیمی پروتئولیتیک به نام پلاسمین تبدیل می‌شود. پلاسمین یک سرین پروتئاز است که به‌طور متوالی برخی پیوندها را در مولکول فیبرین شکسته و دارای توانائی خاصی برای حل کردن لخته‌های فیبرینی است (فیبرینولیز). پلاسمین پروتئین‌های دیگری را نیز تجزیه می‌کند مانند کلاژن و فیبرونکتین.